# 대한민국 제1차 국민투표
대한민국 제1차 국민투표는 1962년 12월 17일, 대한민국에서 실시되었다. 헌정사상 처음으로 실시된 국민투표로 80%의 찬성으로 대한민국 헌법 제6호가 확정되었다.

## 배경
1961년 5월 16일 군사 쿠데타를 일으킨 박정희 등은 군사혁명위원회를 구성하고 포고 제4호로써 민의원 참의원 및 지방의원등 대의원 헌법기관이 해산하고 5월 22일 국가재건최고회의 포고 제6호정당 및 사회단체는 해산되어 정치활동이 완전히 금지됨에 따라 헌정이 중단되었다. 헌정 공백을 매꾸기 위해 국가재건최고회의는 6월 6일 국가재건비상조치법을 제정.공포하였으며 이 법은 헌법에 대신하는 기본법으로서 동법 제2조의 규정에 의하여 국가재건최고회의는 군정이양까지의 최고통치기관의 기능을 가지게 되었다. 1961년 8월 12일 박정희 국가재건최고회의의장은 1963년 민정이양을 할 것을 공약하였다.
민정이양 사전작업으로 국가재건최고회의는 1962년 7월 11일 제54차 상임위원회에서 헌법개정특별심의위원회를 발족하고, 헌법심의계획을 발표한다. 7월 16일에는 9인소위원회(유진우, 한태연, 박일경, 이동호, 양병두, 김도창, 신직수, 문홍주, 이종극)를 구성하고, 8월 6일 헌법개정심의특별위원회는 4개의 분과위원회를 구성하여 분과위원회로 하여금 공청사항을 작성케하고 8월 23일부터 말일까지 각도청 소재지와 주요도시 12개소에서 공청회를 열었다.
약 3개월 간의 심의를 마치고 1962년 11월 3일 전문 5장 121조 부칙 9조로 된 헌법개정안을 최종적으로 확정했다. 11월 5일 개헌안발의를 공고하고 30일간의 공고기간을 거쳐 12월 6일 개헌안을 통과시킨 국가재건최고회의는 국가재건비상조치법 제9조와 국민투표법에 의거 헌법개정안에 대한 국민투표가 실시되었다.

## 결과
| 1962년 제5차 헌법개정안 | 1962년 제5차 헌법개정안 | 1962년 제5차 헌법개정안 |
| 찬성 또는 반대          | 득표수                  | 득표율                  |
| ----------------------- | ----------------------- | ----------------------- |
| 찬성                    | 8,339,333               | 78.78%                  |
| 반대                    | 2,008,801               | 18.98%                  |
| 유효표                  | 10,348,134              | 97.8%                   |
| 무효표                  | 237,864                 | 2.25%                   |
| 총 득표수               | 10,585,998              | 100.00%                 |
| 투표율                  | 85.3%                   | 85.3%                   |
| 유권자수                | 12,412,798              | 12,412,798              |

## 같이 보기
- 제5차 헌법개정
- 대한민국의 국민투표
- 5·16 군사정변
- 국가재건최고회의
- 대한민국 헌법 제6호